# Rosário do Catete
Rosário do Catete é um município brasileiro do estado de Sergipe. Localiza-se no leste do estado, a uma latitude 10º41'46" sul e a uma longitude 37º01'50" oeste, estando a uma altitude de 22 metros. Sua população estimada em 2022 era de 9 295 habitantes.
Possui uma área de  103,8 km², e é cortado pela BR-101.

## Outras informações
- Localização - centro do estado de Sergipe
- Distância de Aracaju - 37 km
- Atividades agrícolas - milho e feijão.
- Rosário tem uma grande reserva de potássio e explora a mina de Taquari/Vassouras.[8]